# Faramir
Faramir Denethorion je namišljena oseba iz Tolkienove mitologije.
Faramir je bil gondorski poveljnik, sin majordoma Denethorja in Boromirjev brat. Skupaj s slednjim sta bila zadolžena za obrambo gondorskega kraljestva.
V prvi knjigi se pojavi le bežno, ko v sanjah vidi Prstan Mogote, a na Elrondov posvet se namesto njega odpravi starejši in močnejši Boromir.
V drugi knjigi njegovi vojaki zajamejo Froda in Sama na njuni poti v Mordor, da bi Prstan uničila. Tu se izkaže za značajsko močnejšega od svojega brata, saj hobita izpusti, čeprav ve, da imata pri sebi Prstan. Kljub temu pa jima pred odhodom svetuje previdnost, saj izve, da ju želi Gollum peljati v Cirith Ungol, kjer prebiva neznana pošast - kasneje se izkaže, da gre za ogromno pajkovko Shelob.
Kmalu po teh dogodkih se Faramir s svojo četo odpravi nazaj proti Osgiliathu, za katerega sumi, da bo Sauron tam najprej napadel. Tako v tretji knjigi brani porušeno mesto, a napade jih številčno mnogo močnejša vojska Sauronovih orkov, v kateri ga hudo rani orkovska puščica. Denethor misli, da je smrtno ranjen, kar v kombinaciji s prizori iz Palantirja botruje njegovi norosti, zato se odloči, da ju bo oba živa zažgal. Faramirja pred to usodo reši Gandalf, po Sauronovem padcu pa se pozdravi in postane novi majordom. V tem času spozna Eowyn in se vanjo zaljubi, Aragorn pa njemu in vsem njegovim potomcem obljubi mesto gondorskega majordoma.